# 881 歌え!パパイヤ
『881 歌え!パパイヤ』（原題：881）は、2007年に製作されたシンガポール映画。第80回アカデミー外国語映画賞にシンガポール代表として出品された。
日本では2008年にユーロスペース他で劇場公開された。
2021年3月15日から、シンガポール政府観光局により、シンガポールで制作されたシンガポール映画計6本のうちの1本としてNetflixで2年間の配信開始。

## キャスト
- 王欣（ミンディー・オン）- リトル・パパイヤ
- 楊雁雁（ヤオ・ヤンヤン）- ビッグ・パパイヤ
- 戚玉武（チー・ユーウー）- グアン・イン
- 劉玲玲（リュウ・リンリン）- リンおばさん/歌台の女神（二役）
- メイ＆チョイ- ドリアンシスターズ

## 日本での上映
- 2008年8月に劇場公開　（東京 ユーロスペース・大阪 シネマート心斎橋 等）
- 2008年9月15日・18日・21日 アジアフォーカス 福岡国際映画祭で上映
- 2009年2月14日・17日・19日 第19回にいがた国際映画祭で上映
- 2009年2月22日 第14回にしのみやアジア映画祭で上映
- 2010年10月1日・3日 日本・シンガポール映画人シンポジウム〜珠玉のシンガポール映画は、こうつくる!〜で上映（1日/東京、3日/大阪）
- 2012年5月13日・16日 シンガポール映画祭(Sintok2012) で上映
- 2016年1月17日 第7回アジア・アフリカとびっきり映画祭 で上映

## DVD
- 日本では2010年7月2日に、アップリンクより日本版DVDが発売された。

## 参考
- allcinemadatabase「881　歌え！パパイヤ」
- シネマトゥデイ「881 歌え！パパイヤ」
- en:881_(film)